# Springfield (Simpsonovi)
Springfield je fiktivní město z amerického animovaného seriálu Simpsonovi.
Je rozlehlé a nachází se v nespecifikovaném státě. Jeho poloha je flexibilní, mění se tak, jak se to zrovna autorům jednotlivých epizod hodí. V Simpsonovském světě nazval magazín Time na svém přebalu Springfield nejhorším městem Ameriky.
Nejsou známy žádné geografické souřadnice či jiné reference, které by mohly odhalit, v jakém státě se město přesně nachází. Přesto se fanoušci pokouší jeho polohu určit, a to za pomoci městské charakteristiky, okolní geografie a orientačních bodů.
Kdykoliv se v seriálu objeví zmínka o čemkoli, co by mohlo vést k odhalení jeho polohy, je divákovi všemožnými způsoby zabráněno zjistit pravdu. V jedné epizodě[zdroj?] Líza říká, že jeho poloha je záhadou, a pobízí diváky, aby sledovali stopy a přišli na ni.
Seymour Skinner však v prvních dílech seriálu prozradil, že se jedná o ten v Illinois. Odtud pochází i Matt Groening. Někteří říkají, že Springfield leží v Kentucky — to by vysvětlovalo springfieldské jídlo KFP (Kentucky fried panda). V díle Kouzelník z Evergreen Terrace říká Homer Marge: „Marge, jedem do sousedního státu.“ Za chvíli šlo vidět, jak vjeli do Texasu. Přitom je známo, že Springfield leží u moře a jediným přímořským státem, sousedícím s Texasem je Louisiana.
Název města Springfield není v Americe nějak ojedinělý, objevuje se v téměř polovině států.

## Vytvoření
Jméno Springfield bylo vybráno Mattem Groeningem (tvůrce seriálu) z čistě praktických důvodů, a to sice, že je to jeden z nejrozšířenějších názvů obcí ve Spojených státech. Zajímavostí je, že Springfield byl částečně inspirován Melonvillem, což bylo město v Second City Television, komediálním skečovém pořadu, který uváděl širokou škálu různých charakterů a také Groeningovým rodným městem Portland v Oregonu. Groeningovi se zamlouvala myšlenka jeho vlastního mini-vesmíru, do kterého poté dosadil Simpsonovy.
V epizodách si autoři seriálu často dělají legraci z toho, že umístění města nebude nikdy odhaleno, a to tím, že divákovi poskytují protichůdné informace, zatemňují znázornění na mapách a přerušují hovory, které by mohly vést k vyzrazení. Ačkoliv nikdy není řečeno, ve kterém státě Springfield leží, v četných epizodách se diskutuje o státech, kde by se nacházet mohl, čímž se naznačuje, že právě v nich Springfield nebude.
Na internetových stránkách se diskutuje o tom, že ke Springfieldu náleží mnoho vzájemně neslučitelných věcí a okolností, což znamená, že město nikdy nemůže být umístěno jen v jednom určitém bodu.
David Silverman, jeden z tvůrců seriálu, prohlásil, že Springfield je součástí smyšleného státu North Tacoma (nebo také North Takoma). Nicméně, toto jeho tvrzení nebylo nikdy oficiálně potvrzeno v žádné epizodě ani dalšími producenty seriálu. V Simpsonovi ve filmu je názor, že Springfield doopravdy nemůže existovat, částečně potvrzen, když Ned Flanders ukazuje Bartovi čtyři státy (Ohio, Nevada, Maine a Kentucky), se kterými Springfield údajně sousedí, to je ale nesmysl, jelikož většina z nich je od sebe značně vzdálená.
Podle předpisů Federální komunikační komise, která reguluje komunikaci prostřednictvím rádia, televize, drátu, satelitu a kabelových sítí v USA, se vysílací zařízení začínající na písmeno K nacházejí západně od řeky Mississippi. Springfieldské KBBL Radio by se tak mělo nacházet směrem na západ od této řeky, a tudíž by měl být stejným směrem položen i samotný Springfield.Springfield je také konzistentně relativně blízko moři, což by mělo jeho polohu omezovat na západní pobřeží USA.  Podle Youtubového kanálu The Film Theorists se Springfield nachází v Oregonu, což kanál zdůvodňuje krom názvu rádiové stanice či blízkostí moři napříkad přítomností státní daně z příjmu (která se neplatí například ve státě Washington, který s Oregonem sousedí).
Před filmem různá americká města, honosící se stejným názvem jako to seriálové, soutěžila o privilegium premiéry filmu právě u nich. Nakonec zvítězil Springfield ve Vermontu. Jako odezvu na toto Groening prohlásil, že on vždy zamýšlel jako Springfield prezentovat Springfield v Oregonu.

## Historie

### Koloniální éra
Springfield byl založen roku 1796 Marylandskými osadníky, pokoušejícími se najít Novou Sodomu poté, co si špatně vyložili výklad z Bible. V jeho raných dobách bylo město cílem mnoha nájezdů amerických domorodých kmenů. Do těchto dní vše přečkalo mnoho pevností a malých obchodních stanic, včetně Fort Springfield a Fort Sensible. Ty byly také dějištěm Druhé Springfieldské bitvy během Americké občanské války. První Springfieldská bitva se odehrála mezi Severem a Jihem.
Zakladatelem Springfieldu byl průkopník Jebediah Springfield, jehož skutky jsou zvěčněny společně s bronzovou sochou, která stojí ve středu města na náměstí, před Springfieldskou radnicí. Heslo města „Velký duch povětšuje i malého človíčka“, je přičítáno právě Jebediahovi.

### Současné dění
Bart nedopatřením znesvětí americkou vlajku a následně se Marge v jedné televizní show přeřekne, že všichni ve Springfieldu nenávidí Ameriku. To samozřejmě zbytek Spojených států pobouří, a tak je starosta Quimby nucen přejmenovat město na Liberty-Ville a rodinka Simpsonových je za velezradu poslána do Alcatrazu. Podaří se jim však uniknout do Francie, tam si ovšem nepřipadají doma a tak se vracejí zpět do Springfieldu.
Springfield se rozdělil na dvě města, kvůli sporu o telefonní předvolby. Homera totiž naštvalo, že si musel zapamatovat nový oblastní kód 939, zatímco bohatá strana města si ponechala starou předvolbu 636. Rozzuřený z toho, že se bohatí vyvyšují nad těmi chudšími, se začal bouřit a se svými přívrženci založili nové město a to tím, že Springfield jednoduše rozdělili na dvě poloviny a tu novou pojmenovali Nový Springfield. Navíc mezi oběma částmi postavili obří zeď z odpadků a za starostu si zvolili Homera. Mezitím si starosta Quimby udržoval kontrolu nad bohatou stranou města, která nesla název Starý Springfield. Nakonec se obyvatelé obou měst sešli, když ve Springfieldu měla hrát kapela The Who. Ta navrhla oběma znepřáteleným táborům, aby zeď zbouraly. Ti se ale začali dohadovat, takže to udělal kytarista sám, pomocí síly hudby, a to doslova.
Ve filmu bylo celé město uvězněno uvnitř skleněné báně Russela Cargilla, vedoucího společnosti EPA. Během času bylo město zpustošeno. Sužovaly jej časté výpadky elektřiny (pan Charles Montgomery Burns odmítl poskytnout energii z jaderné elektrárny) a také nedostatek zásob. Nakonec ale byla báň za pomoci Homera a Barta úspěšně zničena a město zachráněno.

## Geografie

### Fyzická geografie
Springfieldská geografie zahrnuje lesy, louky, horské pásy, poušť, roklinu, pláže, kaňony, bažiny, vodní zdroje a potoky. Springfield je lokalizován na pobřeží velkého skupenství vody, ačkoli některé obrázky panoramatu města žádné známky rozsáhlé vodní plochy nezachycují.
Hlavní fyzické aspekty Springfieldu představují Springfieldskou roklinu, Springfieldský národní les, Mount Springfield, Springfield Badlands, Murderhorn, Springfieldský ledovec, Springfieldskou stolovou horu a Mt. Carlmore.
Springfieldskou divokou zvěří jsou medvědi grizzly ve Springfieldském lese, vlci, supi a také kapustňáci, kteří se vyskytují na jihu města, ve zdejších vodách.

### Městské panorama
Město se dělí na mnoho čtvrtí, mezi něž patří i Čínská čtvrť, Feťákov, Východní Springfield, Řecká čtvrť (nepotvrzená, pouze zmíněná šerifem Wiggumem), Malý Bangkok, Malá Itálie, Ethnictown, Osamělá farma, Springfieldský přístav, Tibetská čtvrť, Západní Springfield, čtvrť Gayů, Ruská čtvrť (zde projekt bytové výstavby nazývaný Lincoln Park Village) a mnohé další.

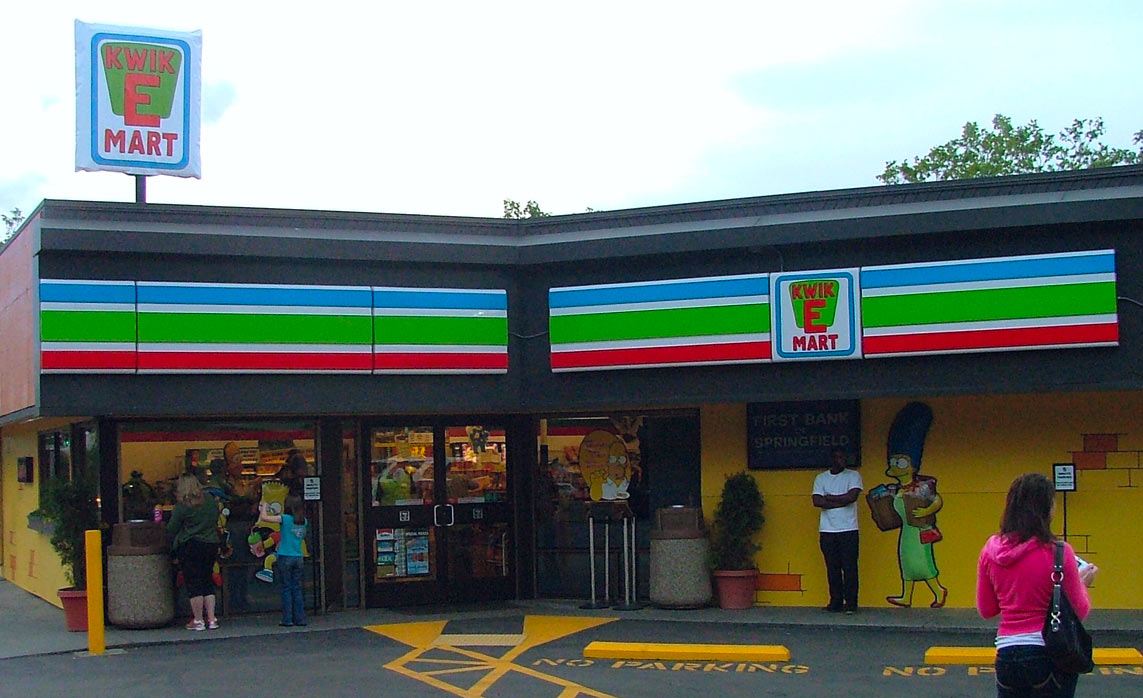
Kwik-E-Mart v reálném světě.

### Obydlí a stavby
Ve Springfieldu se nachází velké množství domů a staveb, sloužící k různým účelům, jsou to například – Hospoda u Vočka (Moe's), Automatová herna, obchod Kwik-E-Mart, Springfieldská základní škola, Cirkus, Jazzové doupě, Barneyho Bowl-a-rama, Springfieldská knihovna, Springfieldský klub, Aztécké divadlo, Klub Kameníků, Springfieldská univerzita, Truck-a-saurus, Burnsovo panství, Bobovo RV Roundup, Springfieldské záhadné místo, Springfieldská jaderná elektrárna, Springfieldská přehrada, Springfieldské nákupní centrum, Krustyho studia, Springfieldský domov důchodců, hřbitov, Komiksový obchod, Krustyburger, kostel, radnice, skládka hořících pneumatik, most, observatoř, motel, Springfieldská nemocnice, rádiová stanice KBBL, pivovar Duff, prodejna Lard Lad Donuts, Springfieldská věznice a další.

### Znečištění
Homer byl ustanoven sanačním komisařem, jenže utratil celý rozpočet během jednoho měsíce a tak byl donucen přijímat odpadky od jiných měst, která si s nimi nevěděla rady a za zbavení se jich štědře zaplatila. Nakonec podzemní úložiště, kde se odpadky skladovaly, kvůli přeplnění vybuchlo a způsobilo, že město bylo přemístěno o osm kilometrů dál.
Návštěvníkům Springfieldu je doporučeno nosit ochranný oblek proti radioaktivitě, jelikož radiometr zjistil v ovzduší velké procento radiace a dokonce se zdá, že Springfield je nejzamořenějším městem ve Spojených státech. Příčinou je jaderná elektrárna, při jejíž stavbě nebyly dodrženy správné bezpečnostní postupy.
Jaderná elektrárna Springfield je asi jeden z nejhlavnějších důvodů znečištění. Jednak vypouští velké oblaky kouře, zabírá hodně prostoru, vypouští radioaktivní odpad do nedaleké řeky a občas dráždí obyvatele Springfieldu.
Ve filmu Homer vyhodí do jezera nádrž s prasečími a svými výkaly a tím způsobí jeho naprosté znečištění.

## Vláda a infrastruktura

### Správní činitelé
Aktuálním starostou Springfieldu je Joe Quimby. Městským zástupcem v kongresu se stal šáša Krusty. Přestože je kongresman, stále uvádí svoji zábavnou show a svůj politický post bere spíše jen jako doplněk ke své klaunské kariéře.
Starosta Quimby je neschopný, nemorální, zkažený a falešný politik a velký sukničkář. Quimby mimo jiné také uprchl na Jamajku během chřipkové epidemie, která sužovala Springfield, zneužil pokladnici města na financování vražd svých nepřátel a na kauci, když se přiznal ke zločinu. Občané Springfieldu povětšinou tyto jeho praktiky tolerují, kromě ojedinělých případů. Například v epizodě Homer kandiduje ho občané obviňují kvůli dopravní zácpě, způsobené Bartem, která je největší v historii města. „Diamantový“ Joe, jak je často nazýván, je starostou Springfieldu již od začátku seriálu.
Policejní oddělení vede Clancy Wiggum, který je také zkažený a neschopný, ačkoli se mu daří překazit mnoho zločinů za pomoci občanů.

### Právo
V epizodě Homer versus 18. dodatek Ústavy je objeven 200 let zapomenutý, ale stále platný zákon, který zakazuje požívání veškerých alkoholických nápojů a tím vlastně nařizuje prohibici. Po krátkém období uplatňování zákona je objeveno, že byl rok po sepsání zrušen.

### Zločin
Většinu organizovaného zločinu ve Springfieldu má na svědomí Tlustý Tony a jeho kumpáni. V epizodě Homer versus 18. dodatek Ústavy podplácely policisty Eddieho a Loua, aby mohli do Springfieldu pašovat alkohol během prohibice.
Springfield leží ve státě, který provozuje trest smrti na elektrickém křesle, stětí gilotinou a plynovou komoru. Springfieldskými nápravnými zařízeními jsou Státní věznice Charlese Montgomeryho Burnse, Springfieldská městská věznice, Springfieldský nápravný institut, Springfieldská věznice, Springfieldské nápravné zařízení pro mladistvé, Springwoodská věznice s minimální ostrahou, Springfieldská státní věznice, Springfieldská ženská věznice a další.

### Vzdělání
Inspektorem pro Springfieldský vzdělávací distrikt je Gary Chalmers.
Veřejnými vzdělávacími institucemi ve Springfieldu jsou Springfieldská základní škola, jejímž ředitelem je Seymour Skinner, dále Západní Springfieldská základní škola, Springfieldská střední škola, Centrum pro nadané děti s obohacenou výukou, Springfieldská Magnet School pro nadané a neposlušné a Rommelwoodská Vojenská akademie.
Veřejné univerzity a vysoké školy jsou Springfield Community College Extension Center, Springfieldská Univerzita, Springfield A & M a Heights Institute of Technology.
Soukromé školy zahrnují Springfieldskou křesťanskou školu, Školu Ayn Randové pro malé děti, Školu Svatého Sebastiana pro rozpustilé dívky, Školu paní Tillinghamové pro domýšlivé dívky a máminy chlapečky, Springfieldskou přípravnou školu a další.

## Lidé a kultura

### Umění a zábava
Springfield se honosí budovou opery, venkovním amfiteátrem, arboretem a zářivou jazzovou scénou. Také je zde neobvykle velká koncentrace muzeí, včetně Springfieldského muzea, Springfieldského vzdělávacího muzea, Springfieldského muzea přírodní historie, Muzea mečounů, Springsonian Museum a Muzea poštovních známek. Bylo zde i Muzeum televize, které bylo ovšem uzavřeno (epizoda Krustyho comeback).

### Správkyně zábavy – organizace aktivit
Ve Springfieldu je skupina žen, které organizují zábavu, pořádají charitativní akce a večírky a pomáhají městu. Všechny z nich jsou spíše domácí typy, ale jejich námaha stojí za to, i když někdy nejsou podpořeny. Ale společně dosáhnou svého. Jednou z nich je i Marge, která nedostává moc podpory od svého manžela Homera.
Jsou to tyto ženy:
- Marge Simpsonová
- Maude Flandersová
- Agnes Skinnerová
- Selma Bouvierová
- Luann Van Houtenová
- Helen Lovejoyová

### Média
- KBBL Broadcasting Inc. – Springfieldská majoritní mediální společnost, vlastníci 3 rozhlasové a jednu televizní stanici.
  - Televizní stanice KBBL-TV (kanál 6) – uváděná Kentem Brockmanem, Scottem Christianem a Arniem Pyem. Stanice také vysílá show šáši Krustyho, Mela a dříve také Leváka Boba, z něhož se později stal zločinec.
  - KBBL-FM 102.5. – rozhlasová stanice s ranní show Billa & Martyho.
  - KBBL 970 AM – hovorová stanice s konzervativním moderátorem Birchibaldem „Birch“ T. Barlowem.
  - QueBBL 640 AM – rozhlasová stanice vysílaná ve španělském jazyce.
- KUDD 570 AM – country radio stanice.
- KZUG 530 AM
- Channel Ocho – španělsky vysílající TV stanice, jejíž hlavní postavou je Čmeláčí muž, který účinkuje v mýdlové opeře.
- Springfieldský šmejdil (anglicky The Springfield Shopper) – městské noviny, založil je roku 1883 Johnny Tiskopísek, 14letý chlapec, který křižoval Ameriku, aby zakládal noviny. Po letech se sloučil s ostatními springfieldskými deníky (Springfield Times, Springfield Post, Springfield Globe, Springfield Herald, Springfield Jewish News a Hot Sex Weeklys) a stal se tak jedničkou na trhu.
- Springfieldský nouzový kanál

### Sport

#### Baseball
Springfield má vlastní baseballový tým Springfieldští Izotopové, spadající do americké AA minor league baseball. Ti odehrávají svoje domácí zápasy na Duff Stadium. V epizodě Homer drží hladovku, se děj točí kolem plánovaného tajného přesunu Izotopů do Albuquerque, který se Homer snaží překazit.

#### Další sporty
Springfield má také basketballovou a hokejovou arénu, ve které hraje zápasy Springfieldský Ice-O-Topes hokejový tým.
Ve městě lze také nalézt velké fotbalové hřiště, kde proti sobě jednou stanuly týmy Portugalska a Mexika.
Dalšími sportovními dějišti ve Springfieldu jsou Springfieldská závodní dráha, Springfieldské Duny (dráha pro závody koní) a také Psí závodní okruh. Springfield také jednu dobu vlastnil NFL tým Meltdowns, sestavený Homerem.

## Soupeření se Shelbyvillem
Springfield a jeho nejbližší sousední město Shelbyville jsou největšími rivaly. Vzájemné soupeření vzniklo už za dob Jebediaha Springfielda a Shelbyville Manhattana, zakladatele Shelbyvillu. Manhattan požadoval, aby si muži mohli brát svoje sestřenice, ale Springfield to odmítl dovolit, což způsobilo, že Manhattan se svými přívrženci založil město Shelbyville. Vzájemné soupeření trvá dodnes a to hlavně díky americkému fotbalu a dokonce kvůli Citroníkovému stromu poblíž hranic obou měst.